# حمام ملاده
حمام ملاده مربوط به سده‌های متاخر دوران‌های تاریخی پس از اسلام - دوره قاجار است و در شهرستان سمنان، بخش مهدیشهر، دهستان پشت کوه، روستای ملاده، خیابان شهید محمودیان، جنب شرکت تعاونی ملاده واقع شده و این اثر در تاریخ ۱۸ اسفند ۱۳۸۷ با شمارهٔ ثبت ۲۵۱۰۸ به‌عنوان یکی از آثار ملی ایران به ثبت رسیده است.